# 一畑電気鉄道立久恵線
立久恵線（たちくえせん）は、かつて出雲市の出雲市駅と島根県簸川郡佐田町（現・出雲市）にあった出雲須佐駅との間を神戸川沿いに結んでいた、一畑電気鉄道の鉄道路線である。

## 路線データ
- 延長：18.7 km
- 軌間：1,067mm
- 駅数：11駅（起終点駅を含む）
- 複線区間：なし（全線単線）
- 電化区間：なし（全線非電化）

## 歴史
当初は陰陽連絡鉄道を目指し、「出雲大社と厳島（宮島）を結ぶ」という意味から大社宮島鉄道の名で今市 （現在の出雲市）- 三次間91.7kmに鉄道を敷設する計画であった。三次を終点としたのは計画当時すでに芸備鉄道（現・芸備線）が広島から三次まで開通していたためで、それと結ぼうということである。出雲の富豪・高橋隆一 が総代となり1919年1月に出願したものだが長らく認可されなかった。これは地方鉄道にしては長大であることが要因であったが、当時の新聞によると（当時第2党の）憲政派の鉄道であるため放置されたとしていた。そこで地元の人たちは若槻礼次郎に運動した。若槻は仙石貢鉄道大臣に依頼するとともに折衝に慣れた根津嘉一郎を創立委員に据えようやく1924年になり免許状が下付された。
翌年、資本金800万円で大社宮島鉄道株式会社を設立し本社は東京有楽町に置いた。有望な投資先として東洋経済に取り上げられ、大株主は高橋隆一（簸上鉄道取締役）、野口遵（日窒コンツェルン 広島）、中村峯夫（芸備鉄道取締役）、根津嘉一郎（昭和3年9月末）らであった。
ところが昭和恐慌の影響と鉄道省による木次線の建設により陰陽連絡鉄道が完成されたことが原因で出雲今市（現：出雲市） - 出雲須佐間18.7kmを開業させたにとどまり、出雲須佐以南は測量を行っただけで着工に至らず、出雲須佐 - 三次間73.0kmの免許は失効のやむなきに至った。このため、社名を出雲鉄道に改称した。なお根津は免許失効直前の1937年に社長を退任している。
戦後は出雲平野に鉄道路線を展開している一畑電気鉄道に吸収されるが、社名は「一畑電気鉄道」ながら電化されることはなく、同社唯一の非電化路線として営業を続けていた。しかし、過疎化やモータリゼーションの進展で経営状況は芳しくなく、1964年（昭和39年）に島根県東部を襲った梅雨末期の集中豪雨（昭和39年7月山陰北陸豪雨）で路盤が流失したことを契機に営業は中止され、そのまま廃線へと追い込まれた。過疎化やモータリゼーションの進展が原因で復旧する必要がないと判断されるほど経営状態は悪化していたことがうかがえる。
路線名称は沿線の景勝地である立久恵峡に由来する。

### 年表
- 1924年（大正13年）5月14日 : 雲芸鉄道に対し鉄道免許状下付（簸川郡今市町-双三郡十日市原村[7] 間）[8]。
- 1926年（大正15年）5月10日 : 大社宮島鉄道に改称（届出）[9] して会社設立[10]。本社を東京に置く。初代社長は初代根津嘉一郎[11]。
- 1932年（昭和7年）
  - 12月2日 : 瓦斯倫動力併用認可[10]
  - 12月12日 : 出雲今市 - 出雲須佐間18.7kmが開通する[12]。
- 1933年（昭和8年）
  - 4月1日 : 向名駅が開業[13]。
  - 10月15日 : 桜駅が開業[13]。
- 1938年（昭和13年）
  - 2月3日 : 出雲須佐 - 三次間73.0kmの免許が失効。
  - 6月9日 : 陰陽連絡鉄道構想を断念したことを契機に出雲鉄道に社名を変更。資本金800万円を2,105,250円へ減少[14]
- 1954年（昭和29年）5月1日 : 経営難から一畑電気鉄道に吸収合併され、同社の立久恵線となる。
- 1955年（昭和30年）3月24日 : 殿森駅が開業。
- 1957年（昭和32年）4月1日 : 起点の出雲今市駅が出雲市駅に改称。
- 1964年（昭和39年）7月18日 : この日の深夜から翌日にかけて島根県東部を梅雨末期の集中豪雨が襲い、朝山 - 桜間の朝山トンネル南側の路盤が流失、これにより7月19日から営業を休止。
- 1965年（昭和40年）2月18日 : 路盤流失部分の復旧を行わないまま廃止。

## 運行形態
1956年9月1日当時
- 運行本数：日12往復
- 所要時間：全線41 - 66分

## 駅一覧
- 全駅島根県に所在。
- 接続路線、市町村名は廃止時点のもの。
- 線路（全線単線） … ◇：列車交換可能、｜：列車交換不可

| 駅名         | 営業キロ | 営業キロ | 接続路線                                                              | 線路 | 所在地        |
| 駅名         | 駅間     | 累計     | 接続路線                                                              | 線路 | 所在地        |
| ------------ | -------- | -------- | --------------------------------------------------------------------- | ---- | ------------- |
| 出雲市駅     | -        | 0.0      | 一畑電気鉄道：北松江線（電鉄出雲市駅） 日本国有鉄道：山陰本線・大社線 | ｜   | 出雲市        |
| 古志町駅     | 2.0      | 2.0      |                                                                       | ｜   | 出雲市        |
| 馬木不動前駅 | 2.1      | 4.1      |                                                                       | ｜   | 出雲市        |
| 朝山駅       | 1.3      | 5.4      |                                                                       | ◇    | 出雲市        |
| 桜駅         | 1.8      | 7.2      |                                                                       | ｜   | 出雲市        |
| 所原駅       | 1.5      | 8.7      |                                                                       | ◇    | 出雲市        |
| 殿森駅       | 1.2      | 9.9      |                                                                       | ｜   | 出雲市        |
| 立久恵峡駅   | 2.4      | 12.3     |                                                                       | ｜   | 出雲市        |
| 乙立駅       | 1.8      | 14.1     |                                                                       | ◇    | 出雲市        |
| 向名駅       | 1.2      | 15.3     |                                                                       | ｜   | 出雲市        |
| 出雲須佐駅   | 3.4      | 18.7     |                                                                       | ｜   | 簸川郡 佐田町 |

## 輸送・収支実績
| 年度 | 乗客（人） | 貨物量（トン） | 営業収入（円） | 営業費（円） | 益金（円） | その他益金（円） | その他損金（円）                     | 支払利子（円） | 政府補助金（円） |
| ---- | ---------- | -------------- | -------------- | ------------ | ---------- | ---------------- | ------------------------------------ | -------------- | ---------------- |
| 1932 | 48,344     | 3,642          | 20,734         | 10,044       | 10,690     |                  |                                      |                |                  |
| 1933 | 184,172    | 10,920         | 57,082         | 38,545       | 18,537     |                  | 雑損5,965                            |                | 32,450           |
| 1934 | 160,337    | 17,873         | 62,243         | 52,341       | 9,902      |                  | 雑損61,649                           |                | 75,441           |
| 1935 | 161,733    | 18,075         | 72,012         | 39,706       | 32,306     |                  | 雑損償却金109,307 自動車208          | 4              | 78,726           |
| 1936 | 160,858    | 12,225         | 68,407         | 34,933       | 33,474     | 自動車411        | 雑損償却金68,672                     | 11             | 81,745           |
| 1937 | 182,232    | 13,142         | 80,850         | 53,922       | 26,928     |                  | 雑損337,581 償却金53,033 自動車6,118 | 521            | 66,865           |
| 1939 | 233,968    | 21,647         |                |              |            |                  |                                      |                |                  |
| 1941 | 358,327    | 31,686         |                |              |            |                  |                                      |                |                  |
| 1943 | 369,542    | 24,630         |                |              |            |                  |                                      |                |                  |
| 1945 | 470,422    | 23,324         |                |              |            |                  |                                      |                |                  |
| 1952 | 374,147    | 15,067         |                |              |            |                  |                                      |                |                  |
| 1955 | 496千      | 22,331         |                |              |            |                  |                                      |                |                  |
| 1958 | 510千      | 20,231         |                |              |            |                  |                                      |                |                  |
| 1960 | 570千      | 22,270         |                |              |            |                  |                                      |                |                  |
| 1962 | 642千      | 16,686         |                |              |            |                  |                                      |                |                  |

- 鉄道統計資料、鉄道統計、国有鉄道陸運統計、地方鉄道統計年報,私鉄統計年報各年度版

## 車両

### 蒸気機関車
B10形 (101)
開業に備えて東武鉄道から譲受したC1形（2代）12。イギリスのナスミス・ウィルソン製で1897年に輸入した軸配置1B1のタンク機関車。1942年の102導入で予備機となったが、その102の老朽化により再び本務機となり、DB20形登場時も同形の性能不安定さから運用され続けたが1953年3月に廃車となった。
B2形 (102)
1942年に予備機確保のため鉄道省から阿南鉄道（路線は牟岐線の一部）からの買収車である1220形1220の払い下げを受けた軸配置Cのタンク機関車。元は1897年ナスミス・ウィルソン製の河陽鉄道（路線は現在の近鉄道明寺線・南大阪線の一部・長野線の一部）2である。導入後は101よりも102の方が使用されていたが、老朽化のため103の導入を前に1952年1月に廃車となった。
230形 (103)
101・102の老朽化とDB20形の性能不安定、また冬季除雪対策から1953年1月に日本国有鉄道（国鉄）から払い下げを受けた230形244で、1906年汽車会社製の軸配置1B1のタンク機関車である。101の代替として使用されたが後にDB20形の性能が安定してきたことから1955年5月に廃車となっている。

### ディーゼル機関車
DB20形 (DB201)
石炭コスト高騰と蒸気機関車の老朽化から無煙化を図るため導入された、1952年汽車会社製で軸配置Bのロッド式二軸車。150馬力のDMH17ディーゼルエンジンを1台装備している。戦後汽車会社がディーゼル機関車を製造した初年の製品ゆえ製造当初は故障頻発のため性能は不安定で蒸気機関車の運用継続を余儀なくされたが、1954年頃に性能が安定化したことでようやく所期の目的を実現した。廃線後は北松江線（本線）に転属して雲州平田駅の構内入れ換え用となったが、1965年4月に廃車となりブローカーに売却されたものの買い手は付かず解体された。

### 気動車
カハニ1形（カハニ1 - カハニ3）
カハニ1・カハニ2は開業に備えて日本車輌で製造されたボギー車のガソリンカー。前面非貫通3枚窓の半鋼製車体を持つ荷物合造車。エンジンは85馬力のガソリンエンジン、ウォーケシャ (en:Waukesha Engines) 6-RBを装備。カハニ3は1935年に日本車輌で製造された増備車だが前2両に比べ車体が短く、側扉が1個少なく（カハニ1・カハニ2は荷物扉と客用扉2扉、カハニ3は荷物扉と客用扉1扉）、前面窓が2枚という相違がある。またカハニ3の動力台車は偏心台車を使用している。1941年にカハニ1が、1942年にカハニ2が木炭ガス発生装置取り付け改造を受け木炭代燃車となった。カハニ1・カハニ3はは1945年頃以降客車代用となったが、カハニ1が1949年4月に、カハニ3が1951年8月に正式に客車となり、それぞれハニ10・ハニ11に改番された。カハニ2は1949年12月にキハ1形（2代）キハニ1となり、1956年にエンジンがDMF13B形ディーゼルエンジンに換装され、木炭ガス代燃装置は撤去された。立久恵線廃線後の経緯は以下の通り。
- ハニ10（旧カハニ1） - 日ノ丸自動車に譲渡され法勝寺電鉄線フニ100となり、1967年の同線廃線まで使用された後解体。
- キハニ1（旧カハニ2） - キハ2・キハ5とともに有田鉄道へ譲渡されたものの、同社で使用されないまま1968年に解体。
- ハニ11（旧カハニ3） - 1965年4月に廃車、解体。

キハ1形（初代、キハ4・キハ5）
1941年に神中鉄道（法人としては現、相鉄ホールディングス。路線は現、相鉄本線・厚木線）キハ1形のキハ3・キハ5を譲受して、カハニ1形の続番でキハ4・キハ5としたもの。元は1929年蒲田車輛製。35馬力のウォーケシャVK4エンジンを装備した二軸ガソリンカーだったが、導入翌年の1942年には客車化されハフ10形ハフ10・ハフ11となった。戦後はカハニ1形の客車化もあって利用頻度が減少していたこともあり、老朽化のため1951年4月にハフ11が、1953年12月にハフ10が廃車された。
キハ1形（2代、キハ2・キハ3）
戦後の動力車不足を補うため、1949年12月に日本国有鉄道（国鉄）からキハ40000形のキハ40001・キハ40000を譲受したもので、1934年日本車輌製であるが、竣工図上ではキハ2が1930年・キハ3が1933年にそれぞれ川崎車輛製となっている。当時両車とも倉庫代用となっておりエンジンが撤去されていたため、入線に際して一緒に譲受した100馬力のGMF13形ガソリンエンジンを装備する工事を受けている。その後はキハ2が1953年6月にエンジンを100馬力のDMF13形ディーゼルエンジンに換装され、キハ3も1955年3月にその出力強化形のDMF13B形ディーゼルエンジン（110馬力）に換装された。キハ3は1961年2月の土砂崩れで堆積した土砂に乗り上げて転覆する事故を起こしそのまま廃車となったが、キハ2は廃線翌年の1965年に有田鉄道へ譲渡され、同社キハ201となった。なお、キハ1については上記カハニ1形を参照。
キハ5形（キハ5）
キハ3の事故廃車代替のため1961年8月に国鉄から譲受したキハ04形のキハ04 29で、元は1933年田中車輛製のキハ41328である。入線に際してキハ3のエンジンを転用している。廃線後は有田鉄道へ譲渡されキハ202となった。

### 客車
ハ1形（ハ1）
開業に備えて鉄道省から払い下げを受けた木造二軸車で、元は1903年鉄道作業局新橋工場製のハ1005形ハ1310 である。キハ1形（キハ4・キハ5）の客車化による代替と老朽化、また長尺物運搬時に行っていた鉄道省からの貨車借受解消のため、1942年7月に長物車チ200形チ200に改造され、貨車となった。
ハフ20形（ハフ21）
ハ1とともに鉄道省から払い下げを受けた木造二軸車で、元はイギリス・バーミンガム車両工場製のハフ4720形ハフ4734。名目上は1903年製とされていたが、実際は1887年製で関西鉄道からの買収車である。1941年11月に伯陽電鉄（後の日ノ丸自動車法勝寺電鉄線）に譲渡され、同社フ50となり廃線時まで使用された後、鳥取県米子市の元町商店街パティオ広場に保存されている。塗装・標記は法勝寺電鉄線廃線時の状態を基に再塗装したものとなっている。

### 貨車
ト30形（ト31 - ト35）
開業に備え鉄道省から払い下げを受けた木造の無蓋車で、旧番号はト16・ト330・ト630・ト2549・ト2709。元は鉄道省籍だが払い下げ当時既に運用に入っていなかったので鉄道省線直通認可は受けていない。廃車はト33が1948年11月、ト34が1950年2月、ト31が1953年1月、ト32が同年12月、ト35が1955年8月である。
ト50形（ト51 - ト65）
ト51 - ト62はト30形では不足することが判明したため、省線直通対応車として日本車輌で製造された10t積み木造無蓋車。製造はト51 - ト56は1933年10月、ト57 -ト59は1934年6月、ト60 - ト62は1935年1月。立久恵線廃線後はト51・ト52・ト57・ト60・ト61は北松江線に転属し、そのうちト60・ト61は2011年まで工事用に使用され、廃車後、ト60は栃木県真岡市の真岡駅に併設されたSLキューロク館で保存され、ト61はジェイアール貨物・北陸ロジスティクスより販売中である。
ト63 - ト65は老朽化したト30形の代替車両として国鉄から払い下げを受けた木造無蓋車で、旧番号はそれぞれト16192・ト2545・ト16075である。廃車はト65が1953年1月、ト63は同年12月だがト64については不明である（同年頃と推測されている）。
ワ1形（ワ1 - ワ3）
ワ1は開業に備えて鉄道省から払い下げを受けた10t積み木造有蓋車で、旧番号はワ1675。1955年8月廃車。
ワ2・ワ3は1949年4月にト63・ト64とともに国鉄から払い下げを受けたワ2883・ワ8238。ワ2は1955年8月に廃車されたが、ワ3については廃線時の状況が不明である。
ワフ1形（ワフ21）
開業時にワ1とともに鉄道省から払い下げを受けた6t積み木造の有蓋緩急車。1953年6月廃車。
チ200形（チ200）
上記客車ハ1を1942年7月に貨車化し、9t積みの長物車に改造したもの。

## 路線跡地の現状
主な遺構および現状は以下の通りである
。
- 朝山 - 桜間の立岩トンネル（内部は素掘り）
- 桜駅で使用された待合室は、駅があった場所から100mほど北西の道路沿いに移設され、一畑バス「須谷（すや）医院前」バス停の待合室として現存する[5]。なお、桜駅の跡地は現在は朝山郵便局となっている[18]。
- 線路跡はほぼ国道184号に転用され、立久恵峡（出雲市乙立町）付近の2本の道路のうち下に位置する側の道路が線路跡とされる[6]（地形的事情から山側が下り線、川側が上り線としてそれぞれ使用されているが、上り線が線路跡である）。
- 出雲市佐田町反辺（たんべ）の明谷・呑水両トンネルと落石避け。その部分だけ国道184号が神戸川左岸に渡るため、右岸の遺構が破壊されずに済んだ。
- 廃線後出雲市・電鉄出雲市両駅付近が高架化されたことや市街地化が進んだこと、国道184号の改良に路盤が使用されたこと、そして営業休止から60年以上経過していることから遺構が残っていない所も少なくない。

## 備考
陰陽連絡鉄道としての夢は諸事情により成就できなかったが、1954年（昭和29年）1月20日建設省（当時）第16号で大社宮島鉄道の予定経路に沿って出雲市と三次市を結ぶ主要地方道が認定された。島根県道・広島県道11号出雲三次線がそれであるが、島根県飯石郡飯南町野萱以南は国道54号と重用しており、実質上広島県と出雲市を結ぶ路線とは言いがたいものであった。しかし、1993年（平成5年）4月1日に島根県道・広島県道11号出雲三次線全線がそれまで松江市と尾道市を結んでいた国道184号に組み入れられ（1992年（平成4年）4月3日政令第104号による）、ようやく出雲市は陰陽連絡交通路を有するに至った。
この道路は改正改正鉄道敷設法別表第91号「広島県福山ヨリ府中、三次、島根県来島ヲ経テ出雲今市ニ至ル鉄道及来島附近ヨリ分岐シテ木次ニ至ル鉄道」のルート上にあり、鉄道線の先行として国鉄バス雲芸本線が1934年から出雲今市駅（現出雲市駅） - 備後十日市駅（現三次駅）を結んでいた。この国鉄バス路線は1989年以降高速道路経由となり、JRバス中国発足後の1989年から一畑バスと共同運行の「みこと号」となっている。
一畑電気鉄道は1950年に松江と広島を結ぶ直通急行バスの運行を開始した（後のグランドアロー号）。1972年にはその派生系統で大社町・出雲市と広島を宍道経由で結ぶ派生系統が創設され、出雲と広島を結ぶという当初の計画をバスによって果たすこととなった。さらに1986年にはルートを変更し、三次駅経由となり1989年には中国JRバスと共同運行化し「みこと号」となる。2013年の松江自動車道三次東ジャンクション - 吉田掛合インターチェンジ間開通からは三次市の経由地が三次駅から三次インターチェンジに変更となり現在に至る。